# Klempenow

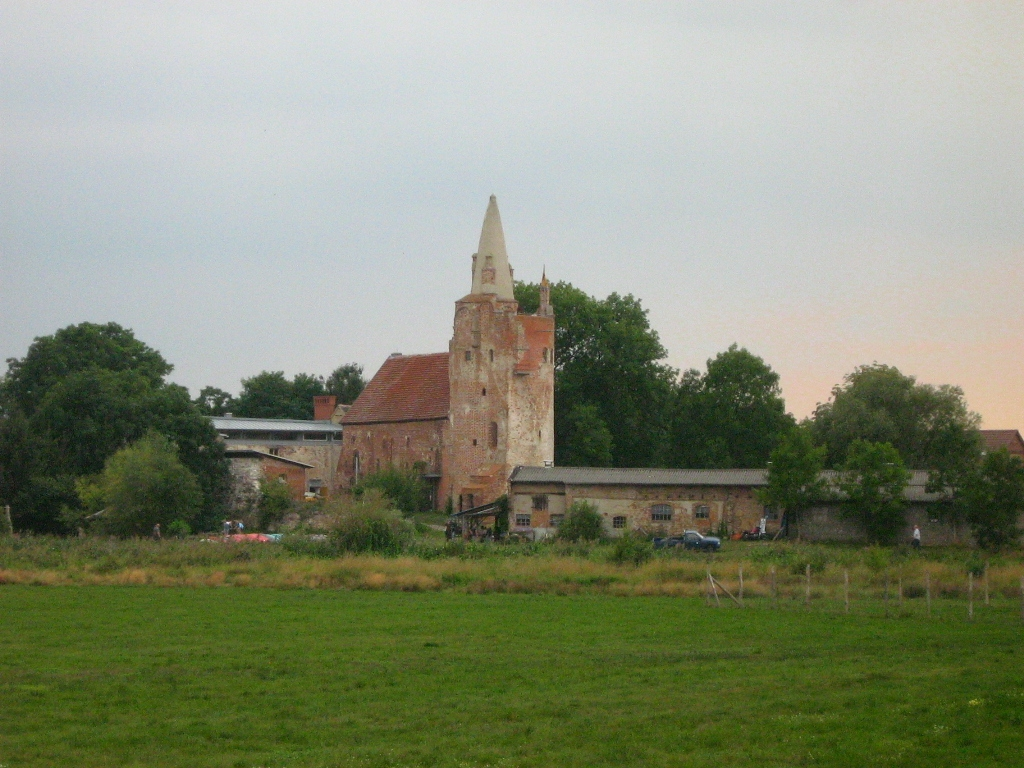
Burg Klempenow

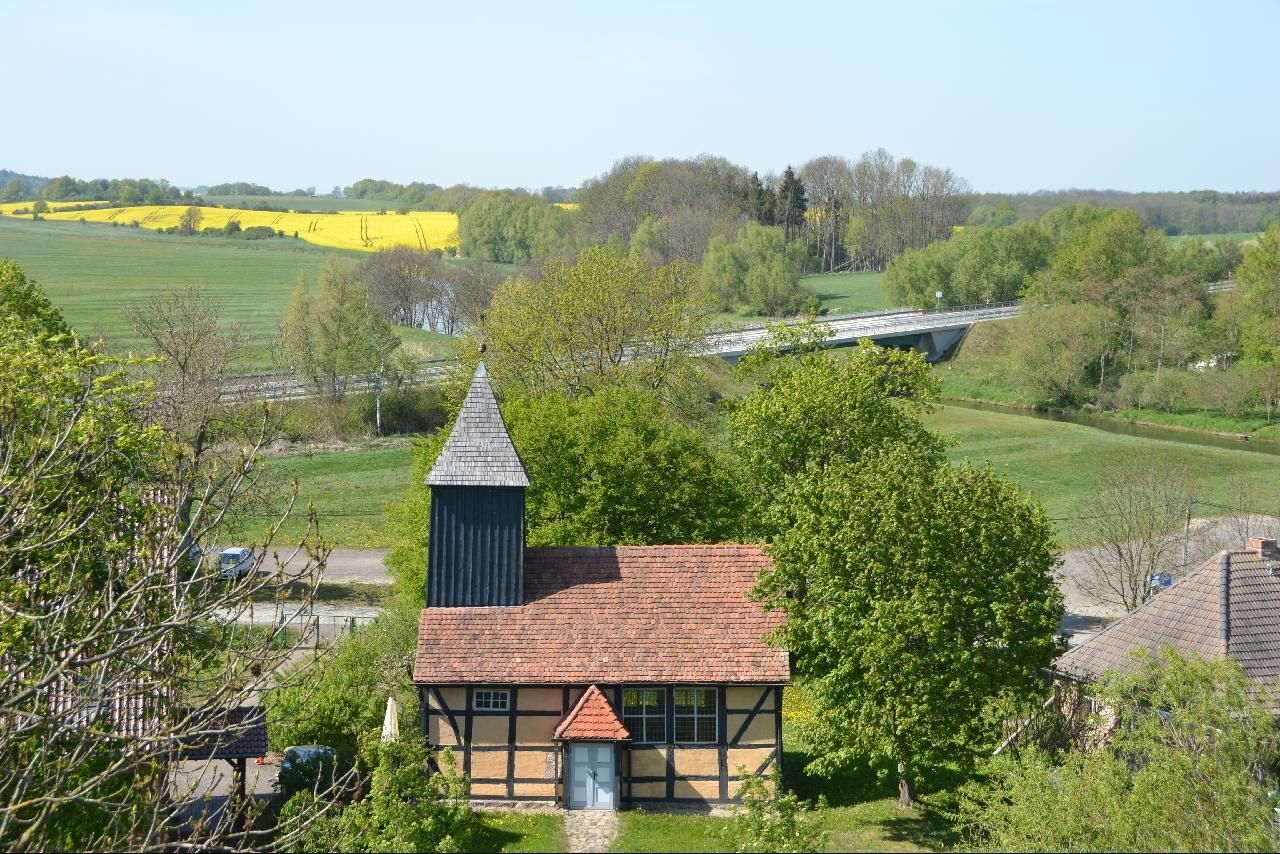
Kirche, im Hintergrund die Brücke der L 35 über die Tollense

Klempenow, historisch auch Weißenklempenow, ist ein Ortsteil der Gemeinde Bartow in Mecklenburg-Vorpommern. Der Ort befindet sich im vorpommerschen Teil des Landkreises Mecklenburgische Seenplatte.

## Geographie
Klempenow liegt östlich der Landesstraße 35 (vormals Bundesstraße 96) und westlich der Bundesautobahn 20, deren Anschluss Anklam sich nordöstlich des Ortes befindet. Bebaut sind überwiegend die unteren Hanglagen nördlich und südlich der Tollenseniederung sowie der Bereich um die historische Furt und die Burg Klempenow.
Durch den Ort fließt die von Süden kommende Tollense, die hier in das Mecklenburgisch-Vorpommersche Grenztal eintritt. Sie nimmt hier den östlich verlaufenden Großen Landgraben auf und fließt durch das Urstromtal in nordwestlicher Richtung weiter zur Peene. Östlich der Burg wird die Tollense durch ein Wehr reguliert. Hier befindet sich ein Wasserwanderrastplatz.

## Geschichte
Westlich des Ortes befinden sich der Rest einer slawischen Burganlage sowie auch drei Hügelgräber der Bronzezeit, die aber nicht alle erhalten sind. Klempenow ging dann aus einer mittelalterlichen Burgsiedlung hervor, die wahrscheinlich im 13. Jahrhundert als Teil einer Reihe weiterer Grenzbefestigungen auf Anordnung der pommerschen Herzöge ausgebaut wurde. Im Jahre 1331 wurde Klempenow erstmals urkundlich als landesherrliche Burg der Herzöge von Pommern erwähnt. Nachweislich ab 1363, wahrscheinlich aber bereits früher, war die niederadelige Familie von Heydebreck auf Klempenow und weiteren Gütern ansässig. Nach dem Tod Heinrichs V. von Heydebreck († vor 1520) wurde das Lehen durch Herzog Bogislaw X. eingezogen. In landesherrlichem Besitz war Klempenow mit der Burg das Zentrum eines landesherrlichen Amtes. Die Verwaltung erfolgte durch einen Amtshauptmann. Während des Dreißigjährigen Krieges wurde Klempenow 1630 von schwedischen Truppen eingenommen und gehörte bis 1721 zu Schwedisch-Pommern. Dann kam der Ort mit dem übrigen Altvorpommern offiziell an Preußen. Als preußische Staatsdomäne gehörte das Klempenower Gut bis 1818 zum Anklamer Kreis, danach zum Kreis Demmin und wurde bis 1945 von Pächtern bewirtschaftet.
Ende des 18. Jahrhunderts gehörten zum Domänenamt Klempenow 14 Dörfer und 9 Vorwerke, dies waren Bartow, Below, Breest, Burow, Klatzow, Klempenow, Gnevkow, Golchen, Kölln, Letzin, Mühlenhagen, Peeselin, Rosemarsow und Welzin.
Im Jahre 1862 hatte Klempenow 204 Einwohner. Im Jahre 1939 waren es 182 Einwohner. Im Jahre 1962 wurde Klempenow nach Breest eingemeindet, Breest wiederum zum 9. Juni 2024 nach Bartow.

## Sehenswürdigkeiten
- Burg Klempenow
  - Bergfried: Erhalten blieb einer von vier Ecktürmen; zylindrischer Turm mit spitzem steinernem Kegel; im 17. Jahrhundert erfolgte der Einbau von Wohnungen.
  - Reste der Burgmauer mit Wehrgänge und Schildmauern
  - dreigeschossiges Torhaus als Fachwerkbau um 1433; erneuert Ende des 15. Jahrhunderts mit Renaissanceelementen
  - Domänenpächterhaus von 1904
- Burgwall Klempenow, Reste einer slawischen Niederungsburg aus dem 7. Jahrhundert
- Fachwerkkirche Klempenow
- Wehrspeicher Wodarg, beim Bau der A 20 archäologisch entdeckt und rekonstruiert